# Bodzentyn (gromada)
Bodzentyn – dawna gromada, czyli najmniejsza jednostka podziału terytorialnego Polskiej Rzeczypospolitej Ludowej w latach 1954–1972.
Gromady, z gromadzkimi radami narodowymi (GRN) jako organami władzy najniższego stopnia na wsi, funkcjonowały od reformy reorganizującej administrację wiejską przeprowadzonej jesienią 1954 do momentu ich zniesienia z dniem 1 stycznia 1973, tym samym wypierając organizację gminną w latach 1954–1972.
Gromadę Bodzentyn z siedzibą GRN w Bodzentynie (wówczas wsi) utworzono – jako jedną z 8759 gromad na obszarze Polski – w powiecie kieleckim w woj. kieleckim, na mocy uchwały nr 13c/54 WRN w Kielcach z dnia 29 września 1954. W skład jednostki wszedł obszar dotychczasowej gromady Bodzentyn (bez enklawy z sześcioma gospodarstwami) ze zniesionej gminy Bodzentyn w tymże powiecie oraz lasy Świętokrzyskiego Parku Narodowego, oddziały Nr Nr 8–16, 21–26, 39–45, 55–59, 60–62 i 67–73. Dla gromady ustalono 26 członków gromadzkiej rady narodowej.
31 grudnia 1959 do gromady Bodzentyn przyłączono obszar zniesionej gromady Psary w tymże powiecie.
31 grudnia 1961 do gromady Bodzentyn przyłączono wsie Leśna Stara Wieś, Leśna Podkonarze, Leśna Kamienna Góra, Sieradowice I i II oraz osadę młyńską Leśna Chrusty ze zniesionej gromady Leśna w powiecie kieleckim oraz wieś Śniadka z gromady Tarczek w powiecie iłżeckim.
1 stycznia 1969 do gromady Bodzentyn przyłączono wieś Wola Szczygiełkowa ze zniesionej gromady Dębno.
Gromada przetrwała do końca 1972 roku, czyli do kolejnej reformy gminnej. 1 stycznia 1973 reaktywowano gminę Bodzentyn.